# الکساندر رادوسافلیویچ (بازیکن فوتبال، زاده ۱۹۸۲)
الکساندر رادوسافلیویچ (انگلیسی: Aleksandar Radosavljević؛ زادهٔ ۲۱ دسامبر ۱۹۸۲) بازیکن فوتبال اهل صربستان است.
از باشگاه‌هایی که در آن بازی کرده‌است می‌توان به باشگاه فوتبال پارتیزان و باشگاه فوتبال گیوری ای‌تی‌او اشاره کرد.